# دائرة كاب هايتيان
دائرة كاب هايتيان هي إحدى الدوائر السبع في الإدارة الشمالية في هايتي، تتبعها ثلاثة بلديات، ورمزها البريدي يبدأ بالرقم 11.